# 张紫妍
張紫妍（韓語：장자연，1980年1月25日—2009年3月7日，部分媒體翻譯成張子妍或張慈妍），韩国女演員。2009年3月7日於京畿道盆唐區住處自盡身亡。

## 生平
16歲時父母車禍去世，自此與姊姊相依為命，光州大學畢業，自朝鮮大學新聞與廣播研究生院休學後，
2006年時因為演出樂天健康食品的餅乾廣告，因反響不錯，張紫妍獲得韓國KBS版本《花樣男子》的演出機會，開始了她的演藝生涯。其後還拍了一些MV或戲劇的配角角色。

### 遺書自殺
張紫妍死後，南韓KBS電視臺在《9點新聞》公佈了她生前的遺書，遺書中披露：2005年至2009年，張紫妍被經紀公司要求，向大企業、金融機構高層人士、演藝企劃公司負責人、新聞媒體高級主管等31名男性，先後提供上百次三陪服務，其中一次與四個男人同床。南韓節目《PD手冊》爆料，包括樂天集團前後任會長辛格浩和辛東彬父子、燒酒品牌「真露」會長朴文德、《朝鮮日報》記者趙熙千，以及《TV朝鮮》社長、《朝鮮日報》社長親弟、記者、《朝鮮體育報》副社長、國會議員、法務部前部長權宰鎮等。另有媒體報導張紫妍被公然猥褻、性虐及結紮。
事件還牽扯出其他屬同一經紀公司的其他女藝人，例如：鄭多彬、崔真實等，矛頭直指經紀公司的老闆金承勳，有媒體報導和張紫妍同公司的李恩宙生前被性虐。此事說明韓國藝人國內競爭壓力巨大，也反映了張紫妍為了贏得工作機會，落入性交易陷阱。
2014年10月，即事件經過5年後，年初時法院認為證據不足，判金承勳無罪，引發大眾憤慨，但最終判決出爐，法官認定她被迫陪酒，金承勳需賠償2400萬韓圓。
2017年12月，媒體報導，SBS電視台收到五十封張紫妍遺書，是性侵犯全俊主在獄中偽造的。 
2018年7月，南韓節目指出，張紫妍戶頭曾有九百多筆高額金錢往來紀錄，匯款人均為富豪、高官、媒體高層，檢方卻沒有列為證據。
2019年3月，事件過了十年，張紫妍師妹尹智吾受訪表示，當年警方調查有黑幕，過程刻意營造壓力，包括讓加害者金代表和她一起在狹窄空間接受調查。尹智吾還表示，自己比張紫妍家人先一步看到的遺書，一共有7頁，警方卻只有拿到4頁。消失的3頁文件中，有一位國會議員的名字很特殊，讓她印象深刻。
2019年3月，韩国媒体曝光女演员李美淑涉嫌张自杀案。据报道李因对公司的收入分配不满，打算离开公司，但经纪公司掌握她背着老公与小17岁的男公关不伦恋的把柄。李美淑為如願解约，對張紫妍假称可助她脫離痛苦深淵，而哄骗张写下陪睡文书。李美淑拿到此份陪睡文件后，成功威胁公司順利解約脱身，並抢先在不伦恋曝光前，爆出张紫妍被逼陪睡一事。张紫妍发现最後只是遭利用，仍然被经纪公司威胁，被赶上绝路而选择自杀。
2019年8月，一名涉嫌猥褻張紫妍的趙姓記者因為無有力證據被判無罪。

## 作品

### 電視劇
| 年份   | 电视台 | 剧名           | 角色  |
| ------ | ------ | -------------- | ----- |
| 2006年 | SBS    | 《我愛醜八怪》 |       |
| 2009年 | KBS    | 《花樣男子》   | Sunny |

### 電影
| 年份   | 片名               | 角色 |
| ------ | ------------------ | ---- |
| 2009年 | 《》               | 惠美 |
| 2009年 | 《鄭勝必失蹤事件》 | 敏雅 |

### 廣告
- 樂天製菓(CF)
- 新韓卡

### MV
- Gavy NJ《絕崖》(2005年)
- 高佑鎮（朝鲜语：고유진）《Sunday Kiss》、《Everyday》